# Felsőrajk
Felsőrajk es un pueblo ubicado en el condado de Zala, Hungría.

## Superficie
Posee una superficie de 20,54 kilómetros cuadrados.

## Demografía
Hasta 2021 la población era de 756 habitantes, con una densidad de población de 36,80 habitantes por kilómetro cuadrado. En 2011 el 89,9% de la población estaba conformada por húngaros y la religión predominante era el catolicismo.